# Molophilus pictipleura
Molophilus pictipleura là một loài ruồi trong họ Limoniidae. Chúng phân bố ở miền Australasia.